# 케리케리

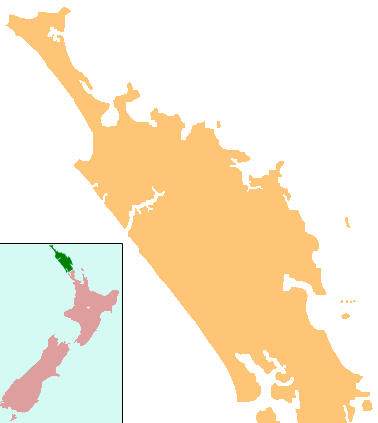
케리케리의 위치

케리케리(Kerikeri)는 뉴질랜드 북섬의 최북단인 파노스에서 가장 큰 타운이다. 인기 있는 관광 목적지로 오클랜드에서 차로 3시간 거리이며, 팡가레이 북쪽 80 km 지점에 위치한다. 종종 나라의 요람으로 묘사되는데, 뉴질랜드의 최초 영구 미션 거점이 설치된 장소이며, 가장 오래된 역사적 건축물이 남아 있다.